# Кунакбаев (хутор)
Кунакбаев — хутор в Перелюбском районе Саратовской области России, в составе Первомайского муниципального образования.
Хутор расположен в юго-западной части района на левом берегу реки Камелик примерно в 38 км по прямой от районного центра села Перелюб (50 км по атводорогам).
Население — 62 (2010)

## История
Первоначально известен как деревня Кунакбаева. Согласно Списку населённых мест Самарской губернии, по сведениям за 1889 год, деревня относилась к Кузябаевской волости Николаевского уезда. Земельный надел составлял 3722 десятины удобной и 971 десятина неудобной земли. Деревню населяли башкиры, магометане, всего 255 жителей.
Согласно Списку населённых мест Самарской губернии 1910 года в деревне проживали 156 мужчин и 154 женщины, в деревне имелась мечеть.

## Население
Динамика численности населения по годам:
| Годы      | 1889 | 1897 | 1910 | 2002 |
| --------- | ---- | ---- | ---- | ---- |
| Население | 255  | 284  | 310  | 116  |

| 2002 | 2010 |
| ---- | ---- |
| 116  | ↘62  |

Национальный состав
Согласно результатам переписи 2002 года, в национальной структуре населения башкиры составляли 91 %.

### Известные жители
- Рудченко, Михаил Мефодьевич (1945—2002) — генерал-лейтенант милиции, заместитель министра внутренних дел Российской Федерации — начальник Главного управления МВД РФ по Южному федеральному округу (2001—2002).